# Finale (Modern Family)
«Finale» —en español: «Final»— es el episodio final de la serie de televisión de comedia de situación estadounidense Modern Family. El episodio se emitió en dos partes, ambas el 8 de abril de 2020. La primera parte fue escrita por Steven Levitan, Abraham Higginbotham, Jon Pollack, Ryan Walls, Jeffrey Richman, Morgan Murphy, y Stephen Lloyd, y es dirigida por Steven Levitan. La segunda parte fue escrita por Christopher Lloyd, Jack Burditt, Elaine Ko, Danny Zuker, Vali Chandrasekaran, Brad Walsh y Paul Corrigan, y dirigida por Gail Mancuso.

## Argumento
Con Haley (Sarah Hyland), Dylan (Reid Ewing) y los gemelos que siguen viviendo en casa de los Dunphys, Alex (Ariel Winter) se mudó de nuevo después de dejar su trabajo, y Luke (Nolan Gould) sigue allí después de no ir a la universidad, la casa está llena. Claire (Julie Bowen) y Phil (Ty Burrell), preocupados por el número de personas que viven ahora en la casa de los Dunphy, se han mudado a la casa rodante del recientemente fallecido padre de Phil, Frank (Fred Willard), estacionada en la entrada. Después de que los atrapen, realizan una intervención con Haley, Alex, Luke y Dylan, declarando que alguien tiene que mudarse ya que la casa está demasiado llena de gente. Los niños se ofenden, pero incluso mientras Luke le suplica al lado emocional de Phil usando su estrecha amistad como un peón, Claire afirma su posición. Les dicen que tienen 24 horas para decidir, y se van a la fiesta de inauguración de la casa de Mitch y Cam.
Mitch (Jesse Tyler Ferguson) y Cam (Eric Stonestreet), ya instalados en su nueva casa con su nuevo bebé Rexford, organizan una fiesta de inauguración. Ronaldo (Christian Barillas) llega para instalarse, pero Mitch le muestra el lugar, Cam recibe una llamada, informándole que el trabajo de entrenador que fue rechazado en Misuri está abierto de nuevo, dándole un dilema. Le dice a Ronaldo que no lo acepta, ya que Mitch está demasiado feliz en su nueva casa, y que se lo guarde para sí mismo. Sin embargo, Ronaldo revela el secreto y Mitch se entera. Primero reacciona positivamente delante de todos, se aleja y le maldice a Claire la situación.
Gloria (Sofía Vergara) se prepara para despedirse de Manny (Rico Rodriguez) mientras él se va a recorrer el mundo, y ella y Joe (Jeremy Maguire) se van a Colombia para pasar el verano. Jay (Ed O'Neill) ha comprado un horrible regalo de inauguración para Mitch y Cam y ha organizado el corte de pelo de Joe, dejando a Gloria sintiéndose excluida y no necesitada. Mientras Manny se prepara para irse, siente que no es la persona a la que acudir en la casa que una vez fue, ahora trabaja como agente inmobiliario. Cuando llegan a la fiesta de Mitch y Cam, dice que odia el regalo y echa de menos el viejo pelo de Joe.
Phil y Claire regresan de la fiesta emocionados de que Mitchell probablemente se vaya a Misuri, y deciden que ya no quieren dormir en la casa rodante. Están de acuerdo en que aman su loca casa y le dirán a los niños que pueden quedarse. Sin embargo, cuando entran en la casa, Haley y Dylan les informan que han encontrado un lugar para vivir que es barato porque conocen al dueño. A continuación, Alex, que antes se reunió con su nuevo compañero de trabajo Arvin (Chris Geere) y compartieron un beso, les dice que se van a mudar juntos a Suiza por trabajo. Luego, Luke llega, diciéndoles a Phil y Claire que ha sido aceptado en la Universidad de Oregón, y que también se mudará. Enfadada por esta noticia, Claire le dice emocionada a Phil: «Voy a echar de menos esto», a lo que él responde: «Yo también».
Más tarde, en la sala de karaoke, Cam se disculpa y Mitch dice que se irá a Misuri, e informan a Lily (Aubrey Anderson-Emmons), antes de cantar un dúo de Endless Love de Diana Ross y Lionel Ritchie.
Gloria le confiesa a Jay que se siente culpable por trabajar y como si ya no fuera necesaria, a lo que Jay le dice que no debería como nunca lo hizo, y que siempre será necesitada por él, Joe y Manny. Esto la reconforta.
Al día siguiente, la familia se reúne para despedir a Mitchell y Cam, y Jay dice que está molesto porque «sus dos hijos se van». Mientras la familia se despide con un abrazo, se les informa que el vuelo de Mitch y Cam está retrasado. Dylan llega a la puerta, diciendo emocionado: «¡Se acordaron de mi cumpleaños!», a lo que la familia responde sin entusiasmo: «¡Sorpresa!».
Como el vuelo de Mitch y Cam se retrasa aún más, la familia acuerda reunirse más tarde para despedirse adecuadamente. Durante este período de espera, Mitchell y Claire recuperan su antiguo trofeo de patinaje y comparten un momento fraternal, bailando Hungry Like The Wolf, su canción de patinaje. Además, Phil malinterpreta a Jay mientras Jay intenta aprender español, y mientras Jay pide una cuchara, Phil intenta hacerle una cucharita y comparten un último momento embarazoso. Gloria y Cam comparten un emotivo adiós mientras él le recita un poema al que no le molesta tanto como él esperaba. Alex y Haley le gastan una última broma a Luke, y luego comparten un momento desgarrador en el que acuerdan estar siempre ahí para el otro como hermanos. Joe prepara con humor a Manny para sus viajes. Jay le informa a Gloria que va a ir con ella a Colombia y que está aprendiendo español. Luke y Manny comparten un último momento de amor entre primos y tíos. Claire y Phil se emocionan por la partida de los niños y Phil le dice que tienen que «dejar la luz del porche encendida» para asegurarse de que siempre volverán. Están de acuerdo en que irán a un viaje en caravana ahora que los niños se han ido.
La familia se reúne para finalmente decir adiós. Se toman un autogolpe de grupo, se abrazan y luego no pueden dejarlo ir. Phil intenta dar ejemplo y ser el primero en alejarse, pero inmediatamente se apresura a volver, diciendo «Fue horrible». La familia llora mientras Haley explica cómo son Mitch y Cam ahora, pero finalmente todos se separarán. Jay dice que es difícil decir adiós, ya que «no todos tienen lo que tienen».
Mientras el discurso de Jay se reproduce al final del episodio, se muestra que Haley y Dylan se han mudado al antiguo apartamento de Mitch y Cam. A continuación, se reproduce un montaje con imágenes en espejo y referencias al primer episodio, con Mitch y Cam en el avión comiendo bollos de crema con sus hijos, Phil y Claire trabajando en el calendario de su viaje en caravana como hicieron para «disparar a Luke» en el piloto, y Jay y Gloria viendo a Joe jugar al fútbol como hicieron con Manny, pero esta vez ninguno de los dos puede levantarse de sus sillas para ponerse de pie. Cuando el discurso de Jay termina el episodio, diciendo que la comodidad de su familia es importante y que «eso es lo que le ayuda [a él] a dormir por la noche», las luces se apagan en cada casa respectiva, pero en la de los Dunphy, la luz del porche se deja encendida, lo que significa que la familia siempre volverá.
En los créditos finales, se escucha una música emotiva mientras la cámara muestra diferentes fotos de los años de las tres familias diferentes, antes de centrarse en el retrato de familia del final de la temporada, de las tres familias, riéndose juntas.

## Producción

### Desarrollo
Los títulos del episodio fueron anunciados por primera vez en Instagram por Eric Stonestreet y Justin Mikita.

### Casting
El 26 de marzo de 2020, se confirmó que Elizabeth Banks regresaría como Sal, y que Chris Geere regresaría como Arvin. También se confirmó que Christian Barillas, Matthew Risch como Ronaldo, Rory O'Malley, Rodrigo Rojas, y Charlie Trainer, aparecerían como Jotham, Ptolomeo, Stefan, y Charlie, respectivamente.

## Legado
El final de la serie marcó el fin de una muestra impactante sobre la cultura de los años 2010, con muchas publicaciones, como The Hollywood Reporter y The Telegraph, que publicaron artículos sobre el impacto de la serie a lo largo de la última década y el legado que mantendrá.
La serie utilizó el recientemente popular formato de estilo falso documental, una técnica típica de las modernas comedias de los años 2010 como The Office y Parks and Recreation. Significó un cambio en el estilo de las comedias televisivas que eventualmente se volverían populares, ayudando a influenciar los estilos y el humor de los programas posteriores.
La relación de Cameron y Mitchell ha sido descrita como extremadamente importante e impactante en las actitudes hacia las parejas gays en el entretenimiento. La serie recorrió la legislación del matrimonio entre personas del mismo sexo en el estado de California, llevando al matrimonio de los protagonistas Mitchell y Cameron en la temporada 5, y al eventual matrimonio en The Wedding.
Se publicaron muchos artículos al final del programa citando el tipo final de la típica comedia americana de los años ochenta a los noventa, como Cheers, Friends y The Office. The Telegraph publicó un artículo diciendo: «Este no es sólo el fin de Modern Family, es el fin de la comedia tal como la conocemos». Estos artículos afirmaban que sería difícil que otro programa se emitiera así, con el auge de las plataformas de streaming como Netflix, y debido a las frecuentes cancelaciones de nuevas comedias. Modern Family está considerada como la última gran comedia televisiva de este tipo.

## Especial
Antes del final, ABC emitirá un especial sobre las once temporadas del programa. El especial se titula «A Modern Farewell», siendo dirigida por Chris Wilcha. El especial se emitirá una hora antes del final. El especial incluirá apariciones de la mayoría de los protagonistas de la serie (Ed O'Neill, Sofia Vergara, Rico Rodriguez, Jeremy Maguire, Julie Bowen, Sarah Hyland, Ariel Winter, Nolan Gould, Jesse Tyler Ferguson, Eric Stonestreet, Aubrey Anderson-Emmons, Reid Ewing y Benjamin Bratt).

## Recepción

### Audiencia
El episodio fue visto por 7.37 millones de personas durante su emisión original. Fue el episodio más visto de la temporada. Las cifras de los episodios nocturnos fueron las más altas de los últimos tres años para el programa. También fue el mejor programa de 18-49 hablando desde septiembre de 2018.
El documental retrospectivo que se emitió antes de la final también atrajo grandes cifras de audiencia, siendo visto por 6.72 millones.

### Críticas
La mayoría de las críticas del episodio fueron mayormente positivas, citando un episodio cálido, emocional y humorístico para terminar el programa. El episodio fue elogiado tanto por los críticos como por los fanes, especialmente por el humor de la escena de patinaje sobre hielo de Claire y Mitchell, la escena de karaoke de Mitchell y Cam y el chiste final de Alex y Hailey sobre Luke, con Jillian Pugliese de TV Fanatic diciendo, «uno de los puntos culminantes del episodio fueron las escenas entre Haley, Alex y Luke». El mensaje del episodio de «dejar la luz del porche encendida» también fue elogiado, con los fanes y los críticos expresando la naturaleza altamente emocional de esta nota final. Las reacciones de los fanes fueron abrumadoramente positivas, con Modern Family en el primer lugar en Twitter la noche en que el episodio salió al aire, con muchos disfrutando del episodio y creyendo que hizo justicia al programa.
Diane Gordon de TV Guide fue extremadamente positiva, afirmando que «Como la mayoría de sus mejores episodios, el episodio final de Modern Family se sintió como un cálido abrazo». Ella continuó diciendo que «El genio de Modern Family terminó la serie como la empezó: con las familias creciendo y cambiando, mientras mantenían sus estrechos lazos y sentido del humor. La serie que se sentía como un cálido abrazo cada semana cerró su carrera con un episodio bien elaborado que no se sentía como un adiós permanente, sino como un «hasta luego». Uno no puede dejar de pensar en dónde estarán estas familias en cinco años. Esperemos que lo averigüemos, es triste pensar que es la última vez que veremos a estos adorables personajes».
Kristen Baldwin de Entertainment Weekly le dio al episodio final una B+, diciendo «Modern Family nunca dejó de ser gracioso, y el final fue reconfortantemente consistente con la serie en su conjunto: una celebración ágil, inteligente y descaradamente sentimental de las personas que más amamos (y a veces odiamos)».
Ben Travers de IndieWire le dio al episodio final una C+, declarando «Lo que el final de Modern Family prueba en última instancia es lo que todos hemos conocido durante años: El show debería haber terminado hace años, cuando estaba mejor equipado para unir todas estas subtramas, personajes y temas. Ahora, nos queda un final que no quiere ser un final. Tal vez sea suficiente (para) el público familiar casual, pero tengo que creer que los espectadores modernos exigen más».
Kyle Fowle de The A.V. Club le dio al episodio final una B+, citando «hay algo que es satisfactorio en lo bajo que es. El final no necesariamente apunta a emociones de gran tamaño. En cambio, hace que las cosas sean personales. Es un final que se ajusta a Modern Family tal como es en 2020; un programa que se ha asentado en la vejez. Este es un final que es a la vez ordenado e inacabado, y que se siente bien».